# Karl Ludwig Adolf Petersen
Karl Ludwig Adolf Petersen (* 5. Juni 1746 in Bergzabern; † 20. Januar 1827 in Landau) war ein deutscher Jurist und Politiker.

## Leben
Karl Ludwig Adolf Petersen, ein Sohn des lutherischen Hofpredigers Georg Petersen (1708–1783), studierte Rechtswissenschaften und wurde Assessor beim pfalz-zweibrückischen Oberamt in Bergzabern und Rat beim Reichshofrat in Wien. In den 1770er und 1780er Jahren war er Mitglied der Wiener Freimaurerlogen „Zur gekrönten Hoffnung“ und „Zur neugekrönten Hoffnung“.
Seit 1792 setzte er sich für die Abtretung des linken Rheinufers an Frankreich ein und machte infolgedessen unter französischer Herrschaft bald Karriere. 1796 wurde er Richter am Kantonsgericht in Speyer. 1798 wechselte er in die Zentralverwaltung des Département du Mont-Tonnerre. 1800 wurde er Unterpräfekt in Kaiserslautern und 1811 Mitglied des französischen Corps législatif in Paris.